# Srčane bolesti
Srčane bolesti ili bolesti srca su naziv za sve bolesti i medicinske poremećaje rada srca.
Neke od srčanih bolesti su urođene (tzv. srčane mane), i nazivaju se kongenitalnim. Ostale se naknadno razvijaju kod čovjeka i najčešće su posljedica životnog stila.  
Ove bolesti, remeteći pravilan rad kardiovaskularnog aparata, mogu dovesti do poremećaja u snabdijevanju krvi svih organa, što izaziva pojavu odgovarajućih simptoma i kliničkih znakova. Njihova težina ovisi od stupnja poremećaja krvotoka. Uzroci bolesti mogu biti različiti - urođeni i stečeni. dok porijeklo bolesti može biti poznato ili nepoznato. Srčane bolesti mogu se javiti u bilo kojoj životnoj dobi, od rođenja pa do kasne starosti. Ograničavaju aktivnost, otežavaju i ugrožavaju život čovjeka i jedan su od najčešćih uzroka smrti suvremenog čovjeka. Pravovremena dijagnoza i pravilno primijenjeno suvremeno liječenje smanjuju postotak invalidnosti i smrtnosti srčanih bolesnika. Iz ove grupe bolesti ističu se: aritmija, miokarditis, perikarditis, angina pectoris i infarkt miokarda ili srčani udar.
Temeljni mehanizmi variraju ovisno o bolesti. Procjenjuje se da su prehrambeni čimbenici rizika povezani s 53% smrtnih slučajeva od srčanih bolesti. Bolest koronarnih arterija, moždani udar i bolest perifernih arterija uključuju aterosklerozu. To može biti uzrokovano visokim krvnim tlakom, pušenjem, dijabetes melitusom, nedostatkom tjelovježbe, pretilošću, visokim kolesterolom u krvi, lošom prehranom, prekomjernom konzumacijom alkohola i lošim spavanjem, između ostalog. Procjenjuje se da visoki krvni tlak uzrokuje približno 13% smrtnih slučajeva od srčanih bolesti, dok duhan čini 9%, dijabetes 6%, nedostatak tjelovježbe 6% i pretilost 5%.